# Polonius
Polonius is een personage uit William Shakespeares The Tragedy of Hamlet, Prince of Denmark. Hij is de vader van Laërtes en Ophelia. Polonius wordt per vergissing vermoord door Hamlet die hem voor zijn oom Claudius aanzag.